# روزان مانتاشیان
روزان مانتاشیان ( انگلیسی: Ruzan Mantashyan زادهٔ ۱۹۹۰) خواننده اپرا سوپرانو اهل ارمنستان است. وی از سال میلادی تاکنون مشغول فعالیت بوده‌است.

## زندگی‌نامه
وی در ۱۹۹۰ در ایروان به دنیا آمد و از کنسرواتوار دولتی کومیتاس ایروان فارغ‌التحصیل گشت. 